# Льянуса, Хосе
Хосе Льянуса Гобель (исп. José Llanusa Gobel; 11 августа 1925, Гавана — 14 июля 2007, Гавана) — кубинский баскетболист, тренер, государственный и партийный деятель. Участник летних Олимпийских игр 1948 года, бронзовый призёр Центральноамериканских и Карибских игр 1950 года.

## Биография
Хосе Льянуса родился 11 августа 1925 года в кубинском городе Гавана.
В 1948 году вошёл в состав сборной Кубы по баскетболу на летних Олимпийских играх в Лондоне, занявшей 13-е место. Провёл 5 матчей, набрал 24 очка (18 в матчах со сборной Ирана, 6 — с Ирландией).
В 1950 году завоевал бронзовую медаль баскетбольного турнира Центральноамериканских и Карибских игр в Гватемале.
В 1954 году был главным тренером сборной Кубы по баскетболу на Центральноамериканских и Карибских играх в Мехико.
В начале 1960-х годов был директором Института спорта, физического воспитания и отдыха в Гаване. Кроме того, занимал пост министра образования Кубы, вице-президента Совета министров. Входил в Центральный комитет Коммунистической партии Кубы. Был депутатом Национальной ассамблеи народной власти.
Был удостоен звания почётного доктора физической культуры и спортивных наук.
Умер 14 июля 2007 года в Гаване.